# Maria Lluïsa Algarra i Coma
Maria Lluïsa Algarra i Coma (Barcelona, 23 de gener de 1916 – Mèxic, 29 de setembre de 1957) filla de Josep Algarra Conca i Montserrat Coma Domingo, fou una advocada –primera jutgessa espanyola–, periodista i autora de teatre catalana en català i castellà.
Va estudiar dret a la Universitat de Barcelona republicana, i quan tenia tot just vint anys va escriure una obra de teatre en català, Judit (1935), premiada al Concurs Teatral Universitari de l'Autònoma, i estrenada el 16 octubre de 1936 per la Companyia d'Enric Borràs i Oriol al Teatre Poliorama de Barcelona.
Va ser nomenada jutgessa de primera instància i d'instrucció a Granollers el 2 de desembre de 1936, la primera jutgessa de Catalunya i de tot l'Estat espanyol, pel llavors Conseller de Justícia de la Generalitat, Andreu Nin (Partit Obrer d'Unificació Marxista). Tanmateix, dos mesos més tard va caure en desgràcia davant del PSUC i fou degradada a auxiliar de jutjat. Aleshores actuà com a defensora d'ofici d'acusats feixistes.
Va participar activament en el Primer Congrés Nacional de la Dona, celebrat a Barcelona el 1937, en el qual va presentar l'informe Les reivindicacions conquerides per la dona en la lluita antifeixista. També va publicar articles sobre temes jurídics i de temàtica femenina a La Rambla, Última Hora, Companya i Catalans, on publica una entrevista a l'aleshores diputada Margarita Nelken.
A la fi de la guerra civil espanyola es va exiliar a França. Durant la Segona Guerra Mundial col·laborà amb la resistència francesa. Fou empresonada un temps al camp de concentració de Vernet fins que aconseguí marxar a Mèxic el 1939, on es va naturalitzar i es va casar amb el pintor José Reyes Meza.
A Mèxic va treballar com a traductora fins que va assolir èxit com a autora de teatre, les seves obres foren estrenades per José de Jesús Aceves i fins i tot va escriure alguns guions per a cinema. El 1954 va obtenir el Premio Juan Ruiz de Alarcón per Los años de prueba.

## Obres
Teatre
- Judit (en català, 1935)
- Primavera inútil (1944)
- Casandra o la llave sin puerta (1953)
- Sombra de alas
- Los años de prueba (1954)

Guions de cinema
- Nosotros dos (1955)
- Limosna de amores (1955)
- Tú y las nubes (1955)
- Que canten las golondrinas (1957)
- Échame la culpa (1958)
- Escuela de suegras (1958)